# Nationales Iwan-Franko-Schauspielhaus
Das Nationale Iwan-Franko-Schauspielhaus (ukrainisch Національний академічний драматичний театр імені Івана Франка/Nazionalnyj akademitschnyj dramatytschnyj teatr imeni Iwana Franka) ist das populärste Theater in der ukrainischen Hauptstadt Kiew. Am 11. Oktober 1994 wurde dem Iwan-Franko-Schauspielhaus per Dekret des Präsidenten der Ukraine der Status eines Nationaltheaters verliehen.

## Lage

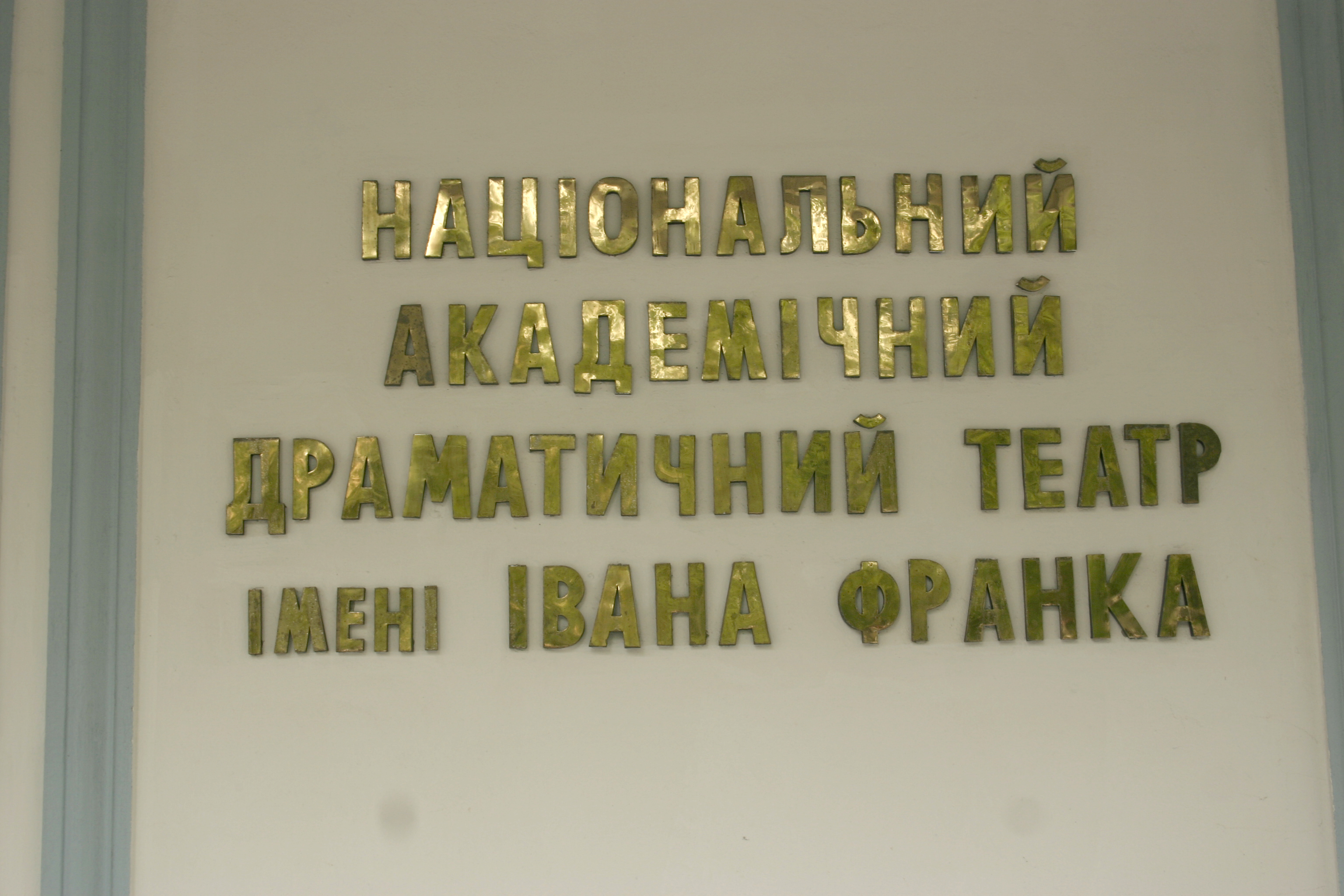
Tafel mit dem offiziellen Theaternamen

Das Nationale akademische dramatische Theater „Iwan Franko“, so die wörtlich übersetzte offizielle Bezeichnung, liegt im Rajon Petschersk am Iwan-Franko-Platz Nr. 3 im Zentrum Kiews.

## Geschichte
Das zwischen 1896 und 1898 nach Plänen der Architekten Georg Schleifer und Eduard Bradtman im neogriechischen Stil erbaute ursprünglich zweigeschossige Theatergebäude wurde während des Zweiten Weltkriegs stark in Mitleidenschaft gezogen und 1946 restauriert. Der Theatersaal wurde im Stil des Barock und Rokoko vom Architekten Władysław Horodecki entworfen.
1940 erhielt das Theater den Ehrentitel Akademisches Theater.
Von 1959 bis 1960 wurde es auf drei Stockwerke aufgestockt. Die Eröffnung des Theaters fand am 28. Januar 1920 statt. Seit 1926 ist das Theater nach dem ukrainischen Schriftsteller und Literaturkritiker Iwan Franko benannt.

## Repertoire und künstlerische Leitung
Das Repertoire des Nationalen Akademischen Dramatheaters Iwan Franko umfasst derzeit etwa 40 Aufführungen. Zu den letzten Inszenierungen gehören:
Die Familie Kaidash von Iwan Nechoya-Levytsky, Am Sonntagmorgen wurde der Trank gegraben, Erde von Olha Kobilyanska, Kreuzwege von Iwan Franko, Der Idiot von Fjodor Dostojewski, Coriolanus, Der Widerspenstigen Zähmung und Richard III. von William Shakespeare, Frederick oder der Boulevard der Verbrechen von Éric-Emmanuel Schmitt, Der griechische Zorba von Nikos Kazantzakis, Beaumarchais' Le mariage de Figaro, Der Geizige von Molière, Die Möwe von Anton Tschechow, Das Unvergleichliche von Peter Quilter und Kean IV von Gregory Horin.
Das kreative Team des Theaters umfasst auch eine Ballettkompanie, einen Chor und ein Orchester.

### Künstlerische Leiter des Theaters
- 1920–1966 – Hnat Jura[5]
- 1934–1945 – Kostjantyn Koschewskyj
- 1970–1978 – Serhij Smeyan
- 1978–2001 – Serhij Dantschenko[5]
- 2001–2012 – Bohdan Stupka[6]
- 2012–2017 – Stanislaw Moissejew[7]
- 2017–2024 – Mychajlo Sacharewytsch[8]
- Seit 2024 – Jewhen Nyschtschuk[9]

### Regisseure
Zu den Regisseuren, die Inszenierungen am Nationalen Akademischen Dramatheater Iwan Franko auf die Bühne gebracht haben, gehören:
Hnat Jura, Borys Balaban, Walery Wassyljew, Maryan Kruschelnyzkyj, Charlotte Warschawer, Wolodymyr Ohoblin, Serhij Dantschenko, Andrij Scholdak, Jurij Odynokyj, Dmytro Tscherepjuk, Dmytro Bohomassow, Petro Iltschenko, Stanislaw Moissejew, Diana Stein, Taras Schyrko, Dawid Petrosjan, Oleg Liptsin, Walentyn Kosmenko-Delinde, Roman Markholija, Avtandil Varsemashvili, Kateryna Stepankowa.